# Erdbeben auf Luzon 2022
Das Erdbeben auf Luzon 2022 ereignete sich am 27. Juli 2022 auf der philippinischen Insel Luzon.

## Erdbeben
Das Erdbeben ereignete sich um 08:43:24 (PHT). Nach dem United States Geological Survey (USGS) hatte es eine Magnitude Mw von 7,0. Das Epizentrum lag im Nordwesten der Insel in Tayum in der Provinz Abra etwa 13 km südöstlich von Dolores. Das Hypozentrum wurde in etwa 17 km Tiefe verortet. Das Erdbeben war mit einer maximalen Intensität von VIII spürbar. In der Hauptstadt Manila hatte das Erdbeben noch eine Intensität von V. Bis zum Folgetag um 5 Uhr wurden 798 Nachbeben gemessen mit Magnituden zwischen 1,5 und 5,4, darunter etwa 22 spürbare.

## Folgen
Infolge des Erdbebens kamen mindestens zehn Menschen ums Leben. Zudem gab es mindestens 394 Verletzte. Insgesamt wurden mindestens 26.760 Gebäude beschädigt. Durch das Erdbeben wurden auch zahlreiche Erdrutsche ausgelöst. Laut dem Katastrophenschutz fielen in einigen Gebieten Strom und Funksignale aus.

## Tektonischer Hintergrund

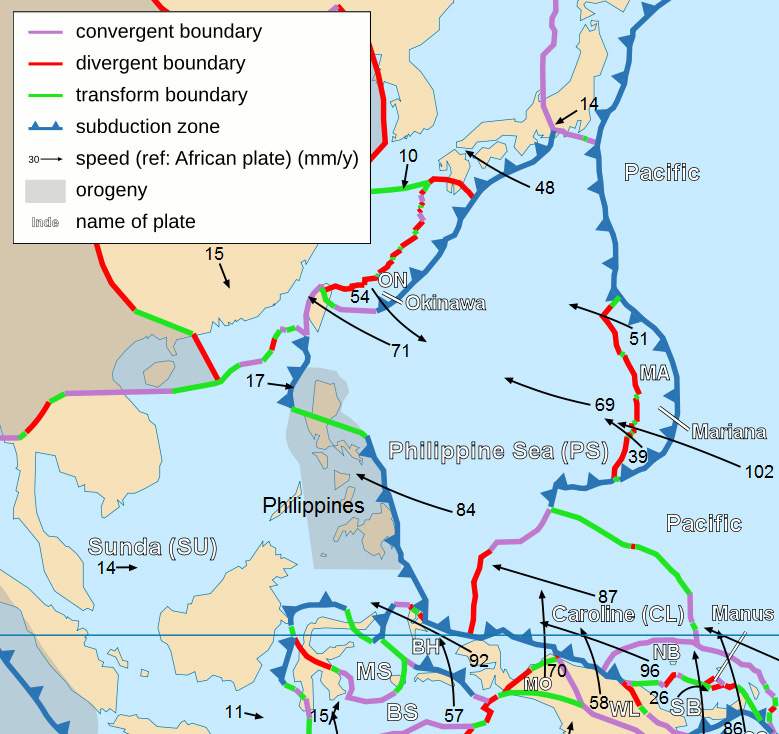
Karte der Plattengrenzen rund um die Philippinen: rot = divergent, grün = transform, violett = konvergent, blau = Subduktionszone

Die Plattentektonik der Insel Luzon ist komplex. Der Norden der Insel, in dem das Epizentrum lag, bewegt sich ostwärts und befindet sich westlich einer Subduktionszone, an der sich die Eurasische Platte unter die Philippinische Platte subduziert. Nach Süden ändert sich die Lage und die Philippinische Platte subduziert sich am Philippinengraben nach Nordwesten unter die Eurasische Platte. In der Region kommt es daher immer wieder zu Erdbeben. Für die Provinzen Abra, Ilocos Norte und angrenzende Provinzen verzeichnet die Southeast Asia Association of Seismology and Earthquake Engineering (SEASEE) mindestens 40 Erdbeben zwischen 1589 und 1985, darunter 10 starke Erdbeben mit Magnituden zwischen 3,8 und 5,6. Im Juli 1990 starben auf der Insel Luzon mehr als 2400 Menschen bei einem Beben der Stärke 7,8. Ein weiteres starkes Erdbeben der Magnitude 7,1, bei dem 220 Menschen getöteten wurden, ereignete sich 2013 im Zentrum der Philippinen.